# Kluci z party (film, 1970)
Kluci z party (v anglickém originále The Boys in the Band) je americký hraný film z roku 1970, který režíroval William Friedkin podle stejnojmenné divadelní hry z roku 1968. V roce 2020 byl natočen stejnojmenný remake. Snímek měl premiéru 17. března 1970.

## Děj
Na Haroldovu počest se koná oslava jeho 32. narozenin. V Michaelově bytě v New Yorku se scházejí homosexuální přátelé. Michael připravuje večírek s Donaldem a právě mu zatelefonuje mu Alan, jeho bývalý spolubydlící z univerzity, který se chce s Michaelem setkat. Alan o Michaelově homosexualitě neví a Michael mu tuto informaci nechce prozradit. V průběhu večera dorazí hosté, Emory, pár Larry a Hank, který se právě rozvádí, a Bernhard. Nečekaně se objeví také Alan. Je zneklidněn z chování některých hostů a dochází mu, že jsou homosexuálové, proto hovoří hlavně s Hankem, kterého považuje za jediného heterosexuála. Dorazí také prostitut Tex převlečený za kovboje, kterého Emory najal jako narozeninový dárek pro Harolda. Kvůli Emoryho provokativní povaze a narážce na to, že Alan je také gay, následuje hádka a rvačka, po které se Alan stáhne do ložnice. Mezitím se objeví oslavenec Harold a večírek probíhá na terase a v obývacím pokoji. Když chce Alan odejít, Michael ho nenechá jít. Iniciuje hru, ve které má každý volat někomu, koho opravdu miluje. Emory a Bernard se každý neúspěšně pokusí dovolat svému prvnímu milenci. Hank a Larry si po hádce volají jeden druhému. Nakonec má někomu zavolat Alan. Michael chce, aby hra potvrdila jeho podezření, že Alan je také tajně gay. Ukáže se, že volal své manželce. Alan poté opustí byt. Harold konfrontuje Michaela se skutečností, že Michael ve skutečnosti nenávidí svou vlastní homosexualitu a raději by žil život heterosexuála. Poté odchází s Texem. Když všichni hosté opustí večírek, Michael si uvědomí, že měl Harold pravdu.

## Obsazení
| Kenneth Nelson      | Michael       |
| Frederick Combs     | Donald        |
| Cliff Gorman        | Emory         |
| Reuben Greene       | Bernard       |
| Keith Prentice      | Larry         |
| Laurence Luckinbill | Hank          |
| Peter White         | Alan McCarthy |
| Robert La Tourneaux | Tex           |
| Leonard Frey        | Harold        |

## Ocenění
- Zlatý glóbus: nominace v kategorii nejnadějnější herec (Kenneth Nelson)